# 米卡埃尔·永贝里
米卡埃尔·永贝里（瑞典語：Mikael Ljungberg，1970年6月13日—2004年11月17日），瑞典男子摔跤运动员。他曾代表瑞典参加1992年、1996年和2000年夏季奥林匹克运动会摔跤比赛，共获得一枚金牌和一枚铜牌。